# Lipa (żupania karlowacka)
Lipa – wieś w Chorwacji, w żupanii karlowackiej, w gminie Generalski Stol. W 2011 roku liczyła 39 mieszkańców.